# Pihlava, Säkylä
Pihlava är en ö i sjön Pyhäjärvi i Säkylä i Finland. Pihlava är 2 hektar stort och förbundet till fastlandet med en bro. Avståndet till Säkylä centrum är cirka 2 km. Ön hör till Säkylä-Köyliö församling som driver läger- och verksamhetscenter i två byggnader här.